# Hannibal Najjar
Hannibal Najjar (...) è un allenatore di calcio trinidadiano.

## Carriera
Ha allenato la Nazionale trinidadiana tra l'ottobre del 2002 l'aprile del 2003.